# Khotyn
Khotyn (tiếng Ukraina: Хотин) là một thành phố của Ukraina. Thành phố này thuộc tỉnh Chernivtsi. Thành phố này có diện tích ? km2, dân số theo điều tra dân số năm 2001 là 11216 người.